# Jelle Duin
Jelle Duin (født 27. januar 1999 i Heemstede) er en hollandsk fodboldspiller, der spiller for Vejle Boldklub.

## Karriere

### AZ og første udlån
Efter at være begyndt at spille fodbold i Koninglijke HFC og HFC Haarlem kom Duin ind på AZ Alkmaars ungdomsakademi, Jong AZ. Det tilhørende hold spillede med Duin i den hollandske tredjebedste række, hvor holdet blev mestre i 2016-2017 og dermed rykkede op i Eerste Divisie. Duin fik kontrakt med AZ og debuterede som professionel 22. december 2017 i en hjemmekamp mod NEC Nijmegen, hvor han spillede hele kampen og scorede et mål i 2-7-nederlaget.
Duin blev udlejet til FC Volendam for sæsonen 2019-2020. Her spillede han 14 kampe og scorede fem mål. Den følgende sæson blev han udlejet til MVV Maastricht, men han blev hentet tilbage til AZ efter blot et halvt år, idet udsigterne til udvikling for spilleren ikke så gode nok ud.

### AGF
I august 2022 blev Duin udlejet til danske AGF for sæsonen 2022-2023. Han debuterede for klubben dagen efter, at han blev præsenteret i AGF, da han blev skiftet ind i 2-0-sejren over FC Midtjylland. Han blev primært brugt som indskifter i sæsonens løb, hvor det blot blev til tre kampe i startopstillingen. I løbet af foråret 2023 var han en del skadet, så alt i alt blev det til 15 kampe i sæsonen, men i den sidste kamp i sæsonen blev han helten for klubben, da han blev skiftet ind med 19 minutter tilbage i kampen mod Brøndby IF, hvorpå han scorede to mål og i høj grad var med til at sikre bronzemedaljer til AGF.
Trods den afsluttende succes i den aarhusianske klub lykkedes det ikke at blive enige om et permanent skift, og Duin vendte i sommeren 2023 tilbage til AZ efter lejeopholdet.

### Hapoel
Duin blev derpå solgt til Hapoel Jerusalem, hvor han fik 37 kampe og scorede 7 mål.

### Vejle
I januar 2025 vendte han tilbage til Danmark, da han skrev kontrakt med Vejle Boldklub gældende frem til 2027.

## Landshold
Duin har spillet enkelte kampe på hollandske ungdomslandshold.